# Milešovice
Milešovice település Csehországban, Vyškovi járásban. Milešovice Vážany nad Litavou, Bošovice, Šaratice, Otnice, Lovčičky és Kobeřice u Brna településekkel határos. Lakosainak száma 711 fő (2024. január 1.).

## Népesség
A település lakosságának változását az alábbi diagram mutatja:
| Lakosok száma | 537  | 723  | 819  | 738  | 642  | 663  | 682  | 682  | 684  | 711  |
|               | 1869 | 1900 | 1921 | 1961 | 1980 | 2011 | 2016 | 2019 | 2021 | 2024 |